# Morris Swadesh
Morris Swadesh, född 22 januari 1909, död 20 juli 1967, var amerikansk lingvist. Han föddes i Holyoke, Massachusetts i USA. Hans föräldrar var ryssar av judiskt ursprung, av vilka han lärde sig jiddisch. Swadesh tog fram listor som används för att jämföra släktskapet mellan olika språk. Dessa kallas för swadeshlistor.